# André Dotti
Pour les articles homonymes, voir Andrea, Dotti et Andrea Dotti.
André Dotti (Sansepolcro, 1256 - Badia Tedalda, 31 août 1315) est un religieux servite italien reconnu bienheureux par l'Église catholique.

## Biographie
André Dotti naît en 1256 dans une noble famille de Borgo Sansepolcro (aujourd'hui Sansepolcro) dont plusieurs membres exercèrent des fonctions dans la magistrature et dans l'armée ; ainsi un des frères d'André devient commandant des archers de Philippe le Bel. André lui-même porte les armes et participe à la défense de sa ville Sansepolcro lors de son siège en 1272. En 1273, il intègre le Tiers-Ordre des servites de Mariemais c'est lors d'un sermon de saint Philippe Benizi sur les vanités du monde qu'il renonce à tous ses biens et entre dans l'ordre des servites,,,.
Il fait son noviciat à Florenceprenant le nom d'André, en mémoire de l'apôtre André qui avait abandonné ses filets pour suivre le Christ. Il accompagne bientôt Philippe Benizi dans ses prédications ; c'est au retour de l'une d'elles qu'il est ordonné prêtre,. Il est ensuite nommé dans un couvent près de Sansepolcro,. À quelques dizaines de kilomètres de là, des religieux qui vivent dans l'ermitage de Barucola, désirent s'unir aux servites. André obtient la permission de vivre parmi eux et devient leur supérieur ; il mène à bien leur intégration ainsi que celles des ermites de Montevecchio,.  
En 1297, il reprend la prédication avec des missions en Toscane, en Lombardie et dans le Piémont. En 1310, il assiste à la mort de saint Alexis Falconieri, un des fondateurs de l'ordre. Il en est tellement édifié qu'il demande à se retirer de nouveau dans l'ermitage de Vallucola. C'est là qu'il meurt le 31 août 1315,,,.

## Notoriété et Culte
Les frères de Barrucola veulent enterrer le défunt dans leur chapelle mais les habitants de Sansepolcro, qui croient à la sainteté de leur concitoyen, exigent qu'il repose dans sa ville natale. Sa dépouille est alors portée en procession jusqu'à l'église principale de la ville et enseveli sous l'autel. Son corps est toujours conservé dans l'église Santa Maria dei Servi. 
Sa première et plus complète biographie est écrite par Poccianti dans son « Chronicon » en 1567. Mais il est possible que certains de ses éléments biographiques (qui lui ont été attribué) aient été emprunté (ou confondu) avec ceux de son contemporain Andrea Balducci, qui était alors prieur général de son ordre.
Le culte est confirmé le 29 novembre 1806 par le pape Pie VII et sa mémoire fixée le 31 août,,.